# Озерьово
Озерьово (рос. Озерёво) — присілок Бокситогорського району Ленінградської області Росії. Входить до складу Климовського сільського поселення.
Населення — 23 особи (2012 рік). 